# GPR33
GPR33 (англ. G protein-coupled receptor 33 (gene/pseudogene)) – білок, який кодується однойменним геном, розташованим у людей на короткому плечі 14-ї хромосоми. Довжина поліпептидного ланцюга білка становить 333 амінокислот, а молекулярна маса — 38 232.
| 10         |  | 20         |  | 30         |  | 40         |  | 50         |
| ---------- |  | ---------- |  | ---------- |  | ---------- |  | ---------- |
| MDLINSTDYL |  | INASTLVRNS |  | TQFLAPASKM |  | IIALSLYISS |  | IIGTITNGLY |
| LWVLRFKMKQ |  | TVNTLLFFHL |  | ILSYFISTMI |  | LPFMATSQLQ |  | DNHWNFGTAL |
| CKVFNGTLSL |  | GMFTSVFFLS |  | AIGLDRYLLT |  | LHPVWSQQHR |  | TPRWASSIVL |
| GVWISAAALS |  | IPYLIFRETH |  | HDRKGKVTCQ |  | NNYAVSTNWE |  | SKEMQASRQW |
| IHVACFISRF |  | LLGFLLPFFI |  | IIFCYERVAS |  | KVKERSLFKS |  | SKPFKVMMTA |
| IISFFVCWMP |  | YHIHQGLLLT |  | TNQSLLLELT |  | LILTVLTTSF |  | NTIFSPTLYL |
| FVGENFKKVF |  | KKSILALFES |  | TFSEDSSVER |  | TQT        |  |            |

A: Аланін

C: Цистеїн

D: Аспарагінова кислота

E: Глутамінова кислота

F: Фенілаланін

G: Гліцин

H: Гістидин

I: Ізолейцин

K: Лізин

L: Лейцин

M: Метіонін

N: Аспарагін

P: Пролін

Q: Глутамін

R: Аргінін

S: Серин

T: Треонін

V: Валін

W: Триптофан

Кодований геном білок за функціями належить до рецепторів, g-білокспряжених рецепторів, білків внутрішньоклітинного сигналінгу. 
Локалізований у клітинній мембрані, мембрані.